# Comté de Hualien
Pour les articles homonymes, voir Hualien (homonymie).
Le comté de Hualien (chinois traditionnel : 花蓮縣 ; chinois simplifié : 花莲县 ; pinyin : huālián xiàn ; Wade : Hua¹-lien² hsien⁴ ; zhuyin : ㄏㄨㄚ ㄌ〡ㄢˊ ㄒ〡ㄢˋ) est un comté, le plus grand de République de Chine (Taïwan), situé sur la côte montagneuse orientale de l'île. Sa population est d'environ 350 000 habitants pour une superficie de 4 628 km2. Son chef-lieu est Hualien.

## Subdivisions administratives

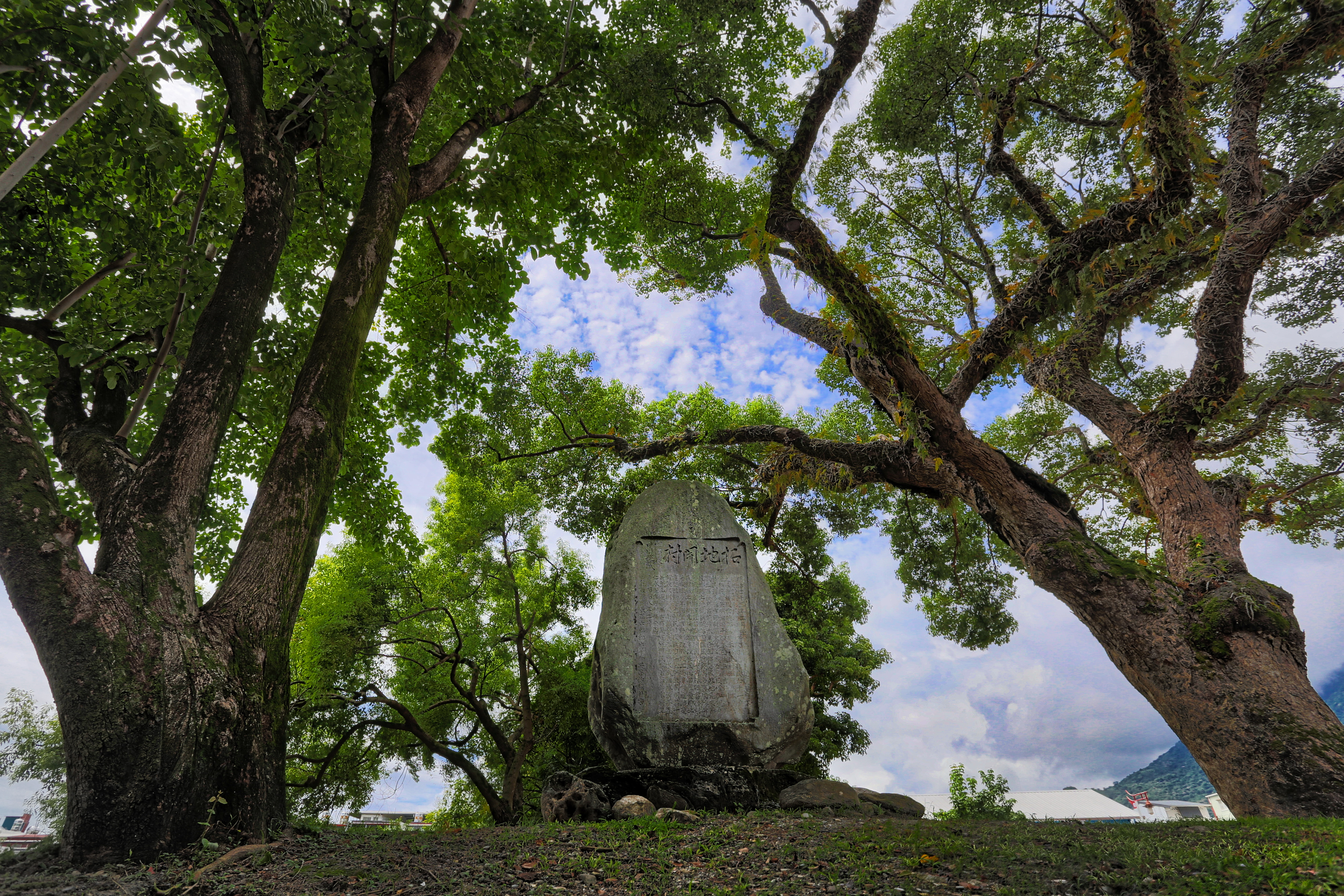
Le monument Yashino, du Ji'an Township, Comté de Hualien. Septembre 2020.

1. Hualien (花蓮市)
2. Fenglin (鳳林鎮)
3. Yuli (玉里鎮)
4. Fengbin (豐濱鄉)
5. Fuli (富里鄉)
6. Guangfu (光復鄉)
7. Ji'an (吉安鄉)
8. Ruisui (瑞穗鄉)
9. Shoufeng (壽豐鄉)
10. Wanrong (萬榮鄉)
11. Xincheng (新城鄉)
12. Xiulin (秀林鄉)
13. Zhuoxi (卓溪鄉)